# Mkungu
Mkungu è una circoscrizione rurale (rural ward) della Tanzania situata nel distretto di Mkoani, regione di Pemba Sud. Conta una popolazione di 1 372 abitanti (censimento 2012).